# Zonaria pyrum
Zonaria pyrum là một loài ốc biển, là động vật thân mềm chân bụng sống ở biển trong họ Cypraeidae, họ ốc sứ.

## Phân loài
- Zonaria pyrum angolensis  Odhner, 1923
- Zonaria pyrum pyrum  Gmelin, 1791
- Zonaria pyrum senegalensis  Schilder, 1928

## Hình ảnh

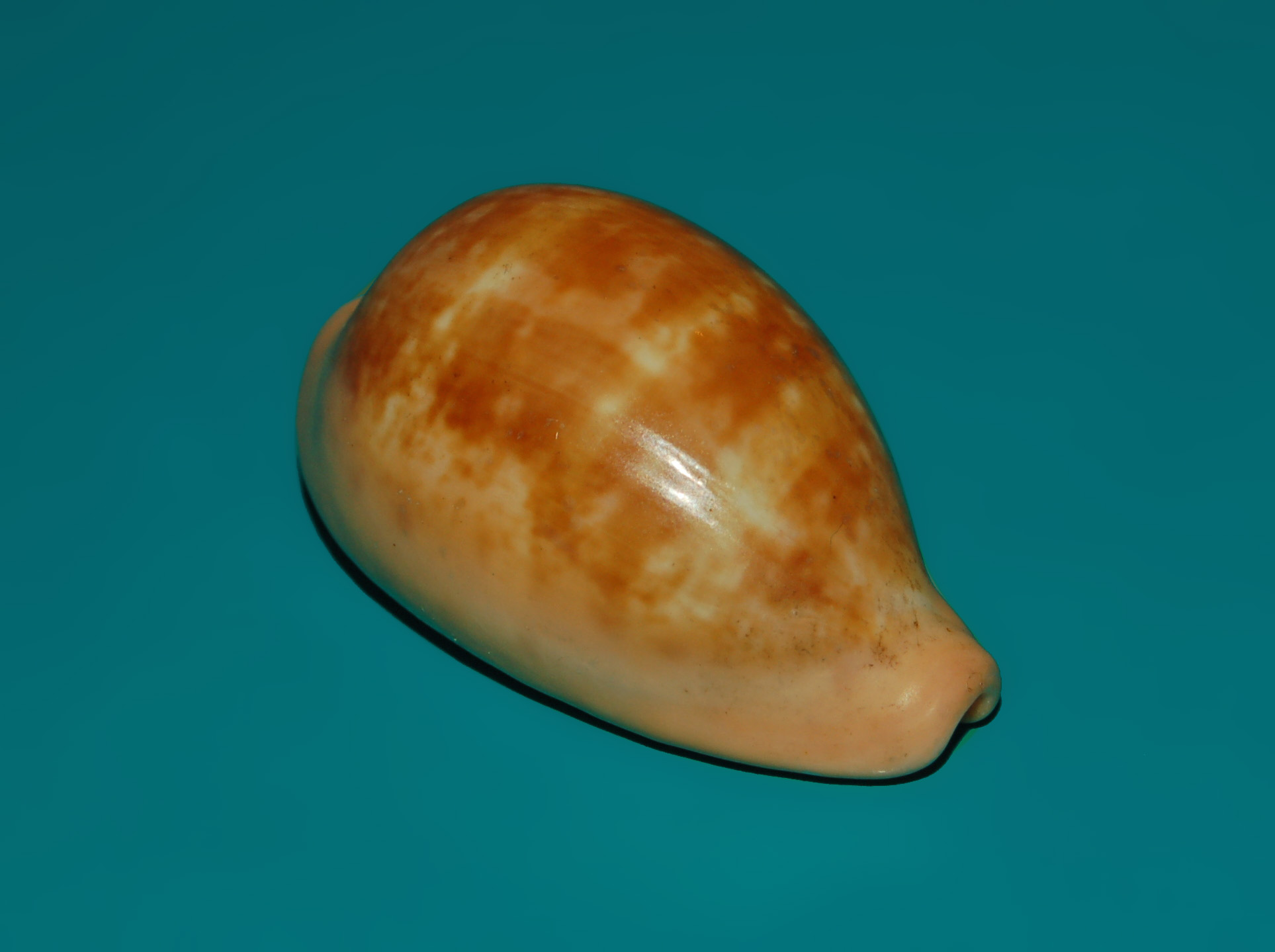
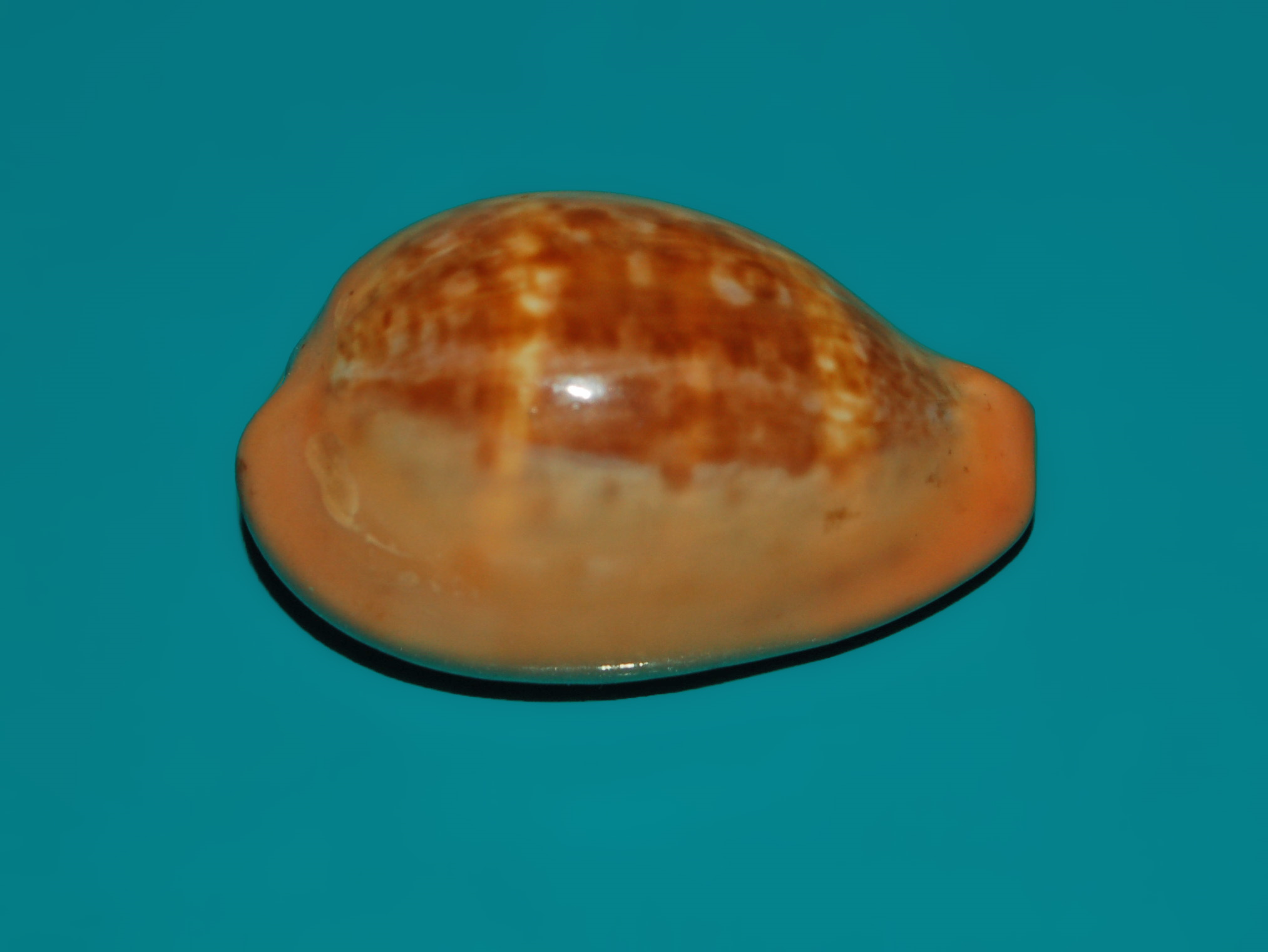
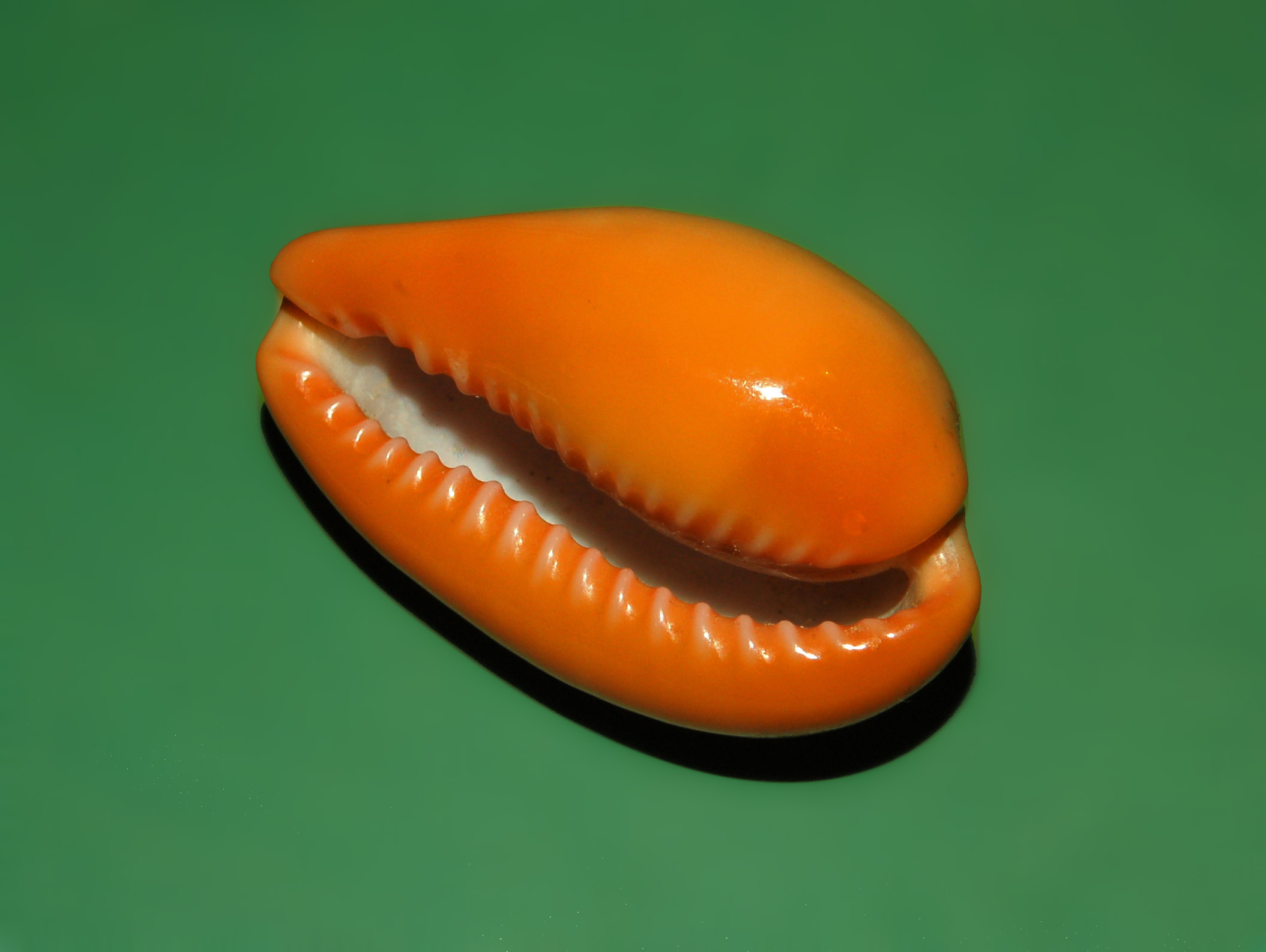